# Fruchtkuchen
Beim Kernobstbaum ist der Fruchtkuchen die verdickte Ansatzstelle, dort wo die Frucht- oder Blütenstiele standen, an der Fruchtrute des Fruchttriebs, Ringel- (Bukettzweige), Fruchtspieß sowie Kurztriebe, am Fruchtholz. Beim Steinobst kommt der Fruchtkuchen nicht vor. 
Aus vorjährigen Fruchtkuchen entstehen oft neue Blüten oder Fruchtspieße. Beim Baumschnitt ist darauf zu achten, dass genügend Fruchtkuchen übrig bleiben.
Das sogenannte Quirlholz wird gebildet aus den kurzen Fruchtspießen und den Fruchtkuchen. 
Fruchtkuchenkrebs entsteht häufig, wenn bei nassem Wetter geerntet wurde. 
Vergleiche auch die Plazenta (Botanik).